# جون ريد (روائي)
جون ريد (بالإنجليزية: John Reed)‏ (7 فبراير 1969 في الولايات المتحدة)؛ روائي أمريكي.